# Sándor Veress
Sándor Veress (1 de febrero de 1907 – 6 de marzo de 1992) fue un compositor húngaro clásico.
Nació en Cluj/Napoca. Veress estudió y más tarde enseñó en la Academia Franz Liszt en Budapest. Entre sus maestros estaban Zoltán Kodály, con quien estudió composición, y Béla Bartók, con quien estudió piano; Como asistente de László Lajtha hizo investigaciones de campo sobre la música folk húngara, transilvana y moldava. Entre los compositores que estudiaron bajo él están György Ligeti, György Kurtág, Heinz Holliger, Heinz Marti, Jürg Wyttenbach y Roland Moser. Escribió numerosas piezas de música de cámara y obras sinfónicas. Escribió una ópera, Hangjegyek lázadása (1931).  
Veress fue galardonado con el Premio Kossuth en 1949 en Hungría (aunque como emigrado no pudo obtener este premio) y el Premio Bartók-Pásztory en 1985. En Suiza recibió el premio del Cantón de Berna en 1976.
Murió en Berna en 1992.

## Obras seleccionadas
Ópera
- Hangjegyek lázadása (1931)

Ballet
- A Csodafurulya (The Magic Flute) (1937)
- Térszili Katicza (1943)

Orquestal
- A Csodafurulya (The Magic Flute), Ballet Suite for chamber orchestra (1937)
- Musica ungaresca (1938)
- Sinfonia No.1 (1940) (dedicated to the Japanese emperor and government for the 2600th National Foundation Day)
- Quattro Danze transilvane for string orchestra (1944, 1949)
- Threnos in memoriam Béla Bartók (1945)
- Respublica nyitány (Respublica Overture) (1948)
- Sonata for orchestra (1953)
- Sinfonia No.2 "Minneapolitana" (1953)
- Expovare for flute, oboe and string orchestra (1964)
- Musica concertante per 12 archi, for 12 strings (1966)
- Orbis tonorum for chamber orchestra (1986)

Concertante
- Concerto for violin and orchestra (1939, 1948)
- Nógrádi verbunkos for violin and orchestra (1940)
- Hommage à Paul Klee for 2 pianos and string orchestra (1951)
- Concerto for piano with percussion and string orchestra (1952)
- Nógrádi verbunkos for viola and string orchestra (1940, 1956); arrangement by D. Marton
- Passacaglia concertante for oboe and string orchestra (1961)(dedicated to Heinz Holliger)
- Concerto for string quartet and orchestra (1961)
- Concerto for clarinet with harp, celesta, vibraphone, xylophone, percussion and string orchestra (1982)
- Tromboniade for 2 trombones and orchestra (1990)
- Concertotilinkó for flute and string orchestra (1991)

Cámara e instrumental
- String Quartet No.1 (1931)
- Sonatina No.1 for violin and piano (1932)
- Sonatina for cello and piano (1933)
- Sonatina for oboe, clarinet and bassoon (1933)
- Sonata for violin solo (1935)
- String Quartet No.2 (1937)
- Sonata No.2 for violin and piano (1939)
- Nógrádi verbunkos for violin and piano (1940)
- Cukaszöke csárdás for violin and piano (1940)
- String Trio (1954)
- Tre quadri for violin, cello and piano (1963)
- Sonata for cello solo (1967)
- Diptych for flute, oboe, clarinet, horn and bassoon (1968)
- Introduzione e Coda for clarinet, violin and cello (1972)
- Memento for viola and double bass (1983)
- Baryton-Trio for baryton, viola and cello (1985)
- Geschichten und Märchen for 2 percussionists (1988)

Piano
- Sonata (1929)
- Szonatina gyermekeknek I (Sonatina for Children I) (1932)
- Szonatina gyermekeknek II (Sonatina for Children II) (1932)
- Sonatina (1932)
- Szonatina kezdő zongorázóknak (Sonatina for Young Pianists) (1933)
- Tizenöt kis zongoradarab (15 Little Piano Pieces) (1935)
- Venti Pezzi (20 Pieces) (1938)
- 6 Csárdás (1938)
- 7 Danze ungheresi (1938)
- Billegetőmuzsika (Fingerlarks), 88 Exercises (1946)
- Homage to Wales, 3 Short Pieces based on Welsh folk melodies (1948)
- Cinque Pezzi (5 Pieces) (c.1950)

Vocal
- Canti Ceremissi, 9 Folk Song Arrangements for mezzo-soprano and piano (1945)
- Cinque Canti (5 Songs) for mezzo-soprano and piano (1945); poems by Attila József
- Elegie for baritone, harp and string orchestra (1964); poem by Walther von der Vogelweide

Coral
- Orbán for male chorus (1924); poem by Sándor Petőfi
- Gyermekkar és három kánon for children's chorus (1929)
- Karácsonyi kantáta (Christmas Cantata) for female chorus (1934)
- Tizennégy férfikar magyar népi dallamokra (14 Male Choruses on Hungarian Folk Tunes) for male chorus (1934)
- Erdélyi kantáta (Una Cantata transilvana), 4 Folk Song Arrangements for mixed chorus a cappella (1935)
- Két virágének (2 Flower Songs) for male chorus (1936)
- Tizenöt gyermekkar (15 Children's Choruses) (1936)
- Betlehemi kántáló (Christmas Chant) for female chorus (1937)
- A búbánat keserüség (Sorrow Makes You Truly Bitter) for male chorus (1938)
- Rabaközi nóták (Songs from Rábaköz) for male chorus (1940)
- Sancti Augustini psalmus contra partem Donati for bass solo, mixed chorus and orchestra (1944); poem by Augustinus
- Laudatio musicae for soprano, chorus and chamber orchestra (1958); poem by Valentin Rathgeber
- Ode all'Europa for mixed chorus a cappella (1962); poem by Gyula Illyés
- Songs of the Seasons for mixed chorus a cappella (1967); poems by Christopher Brennan
- Das Glasklängespiel for soloists and chamber orchestra (1978); poems by Hermann Hesse

Banda sonora
- Talpalatnyi föld (The Soil under Your Feet) (1948)

## Enlaces relacionados
- Página internacional de Sándor Veress

- Datos: Q665460
- Multimedia: Sándor Veress (composer) / Q665460